# Куязбаш
Куязбаш (баш. Көйәҙбаш) — деревня в Дюртюлинском районе Республики Башкортостан Российской Федерации. Входит в состав Такарликовского сельсовета. 

## География

### Географическое положение
Расстояние до:
- районного центра (Дюртюли): 14 км,
- ближайшей ж/д станции (Янаул): 138 км.

## Население
| 2002 | 2009 | 2010 |
| ---- | ---- | ---- |
| 0    | →0   | →0   |